# Jindires (nahija)
Nahija Jindires (ar. ناحية جنديرس‎, kur. Cindirês‎)  je nahija u okrugu Afrin, u sirijskoj pokrajini Alep. Površina nahije je 319,43 km2. Po popisu iz 2004. (prije rata), nahija je imala 32.947 stanovnika. Administrativno sjedište je u naselju Jindires.